# Polystomoides oris
Polystomoides oris är en plattmaskart. Polystomoides oris ingår i släktet Polystomoides och familjen Polystomatidae. Inga underarter finns listade i Catalogue of Life.